# Janome
Janome (jap. 蛇の目ミシン工業株式会社 Janome Mishin Kōgyō Kabushiki-gaisha) – japoński koncern produkujący maszyny do szycia w swoich zakładach w Japonii, Tajlandii i na Tajwanie.

## Historia
Historia firmy Janome sięga 16 października 1921 roku, kiedy to w Tokio powstała Wytwórnia Maszyn do Szycia Pine. Była to pierwsza fabryka maszyn do szycia w Japonii. W 1935 roku spółka zarejestrowała nazwę Janome i zastrzegła znak towarowy. Od tamtego czasu maszyny są produkowane pod marką Janome. Rok później, w 1936 roku w mieście Koganei, wchodzącym w skład aglomeracji Tokio, została oddana do użytku pierwsza w Japonii linia produkcyjna do wytwarzania domowych maszyn do szycia na skalę przemysłową. Od roku 1949 obowiązywała oficjalna nazwa spółki Janome Sewing Machine Co. Ltd, a od 1954 roku jest to Janome Co. Ltd.
W 1960 roku Janome przejęło New Home Sewing Machine Company, amerykańską firmę z tradycjami sięgającymi 1862 roku, i prawa do marki „New Home”. Ekspansja japońskiej firmy trwała nadal – w 1968 roku powstał jej oddział w Wielkiej Brytanii, a rok później – w Australii. Od sierpnia 2006 roku do koncernu Janome należy marka Elna, firma produkująca maszyny do szycia, założona w 1940 roku w Szwajcarii.

## Janome w Polsce
Dziś firma Janome jest obecna w ponad stu krajach na całym świecie. Od 1992 roku – także w Polsce. W latach 1991–99 roku importem maszyn do szycia Janome do Polski zajmowała się firma Aska Poland.  W 2003 dystrybucję produktów Janome przejęła spółka Axal Polska i zajmowała się tym do 2005 roku. Od 2006 roku oficjalnym dystrybutorem marki Janome w Polsce jest poznańska spółka ETI.

## Nazwa
Japońskie słowo Janome (蛇の目) oznacza „oko węża”. Założyciel firmy Yosaku Ose wynalazł metalową szpulkę montowaną do maszyn, która zastąpiła stosowany dotychczas system czółenkowy. Szpulka przypominała z wyglądu oko węża i stąd wzięła się nazwa najpierw maszyny, a potem całej firmy.

## Maszyny Janome
Janome jest jednym z największych producentów maszyn do szycia na świecie. Na taśmach produkcyjnych w Japonii, Tajlandii i na Tajwanie powstają zarówno podstawowe modele maszyn do szycia używane w domu, jak i, używane w zakładach produkcyjnych, hafciarki wieloigłowe. Rocznie jest to ok. 2,1 miliona maszyn. 29 października 2013 roku spółka pochwaliła się, że wypuściła na rynek 60-milionową maszynę do szycia.
Wśród nich było wiele nowatorskich i innowacyjnych modeli. W 1971 roku ukazała się Janome 801 – pierwsza na świecie maszyna, na której można było szyć ściegiem zygzakowym. W 1976 roku wypuszczono na rynek Janome Excel 813, w której zastosowano wolne ramię. Rok 1979 to z kolei  debiut Janome Memory 7 Model 5001 – pierwszej komputerowej maszyny do szycia przeznaczonej do użytku domowego. W 1990 roku z taśm produkcyjnych zeszła Janome Memory Craft 8000, która jako pierwsza pozwalała uzyskiwać profesjonalne hafty w warunkach domowych. Łączyła w sobie trzy funkcje – maszyny do szycia, pikowania i hafciarki. Z kolei 2013 roku Japończycy zaprezentowali Janome MC 15000 – pierwszą domową maszyno-hafciarkę wyposażoną w moduł bezprzewodowej komunikacji WiFi.
W ofercie Janome są maszyny do szycia mechaniczne i komputerowe, hafciarki jedno- i wieloigłowe, maszyno-hafciarki, owerloki, coverloki i covery. Urządzenia są przeznaczone dla właścicieli zakładów produkcyjnych, usługowych, użytkowników domowych, a są też modele maszyn dla dzieci.

## Nie tylko maszyny Janome
Choć Janome jest znane na świecie przede wszystkim z produkcji maszyn do szycia, to pod jej szyldem powstają również imprintery, roboty przemysłowe: roboty kartezjańskie, roboty portalowe, roboty desktop, prasy mechaniczne, podajniki śrubowe, roboty SCARA. A także domowe podgrzewacze wody.